# Ógihara Takahiro
Ógihara Takahiro (Oszaka, 1991. október 5. –) japán válogatott labdarúgó.
A japán U23-as válogatott tagjaként részt vett a 2012. évi nyári olimpiai játékokon.

## Statisztika
| Japán válogatott | Japán válogatott | Japán válogatott |
| Időszak          | Mérk.            | gól              |
| ---------------- | ---------------- | ---------------- |
| 2013             | 1                | 0                |
| Összesen         | 1                | 0                |